# Оливковий ковтач
Оливковий ковтач (Melignomon) — рід дятлоподібних птахів родини воскоїдових (Indicatoridae). Містить 2 види.

## Поширення
Представники роду поширені в Субсахарській Африці. Живуть у тропічних лісах.

## Опис
Тіло завдовжки 14,5 см. Вага самців 21-29 г, самиць — 18-25 г.

## Види
- Ковтач жовтоногий (Melignomon eisentrauti)
- Ковтач оливковий (Melignomon zenkeri)